# پارک یون-چول
پارک یون-چول (به کره‌ای: 박은철؛ زادهٔ ۱۸ ژانویه ۱۹۸۱) کشتی‌گیر پیشین اهل کره جنوبی در دستهٔ ۵۵ کیلوگرم کشتی فرنگی است. او برندهٔ مدال برنز بازی‌های المپیک ۲۰۰۸ پکن و دو مدال نقره (۲۰۰۵، ۲۰۰۷) و یک برنز (۲۰۰۶) از مسابقات قهرمانی کشتی جهان است.
یون-چول همچنین برندهٔ مدال طلای بازی‌های نظامی جهان در سال ۲۰۰۷ است. او در هر دو فینال قهرمانی جهان سال‌های ۲۰۰۵ و ۲۰۰۷ از حمید سوریان شکست خورد اما در دیدار برای برنز المپیک ۲۰۰۸ پکن موفق شد سوریان را شکست داده و به مدال برنز دست یابد.